# 镰叶卷柏
镰叶卷柏（学名：Selaginella drepanophylla），为卷柏科卷柏属下的一个植物种。